# Anand Panyarachun
Anand Panyarachun (9 de agosto de 1932) es un economista, político y diplomático tailandés. 
Fue primer ministro en dos ocasiones, entre 1991 y 1992, y otra vez más este último año por un corto período. Fue uno de los redactores de la Constitución tailandesa de 1997 y es miembro de la Comisión Trilateral y del Club de Madrid.
Cursó los estudios de Derecho en el Trinity College de Cambridge, Reino Unido. Después de veintitrés años en el servicio exterior donde fue Secretario del Ministro de Asuntos Exteriores, miembro del equipo diplomático de Tailandia en Naciones Unidas y embajador en Canadá, Estados Unidos y Alemania, pasó a la empresa privada trabajando en distintos proyectos y llegando a ser director del Banco Comercial de Siam en 1984, cargo que ocupaba aún en 2006.
Fue elegido primer ministro en 1991 tras el golpe de Estado del general Suchinda Kraprayoon hasta 1992 en que el propio general Suchinda ocupó el puesto. Ese mismo año, el 10 de junio volvió a ocupar la jefatura del Gobierno de manera provisional con la caída de Suchinda hasta que le sucedió tras una elecciones Chuan Leekpai.
En 1996, fue elegido para la Asamblea Constituyente que redactó la Constitución de 1997, en donde fue Presidente del Comité Redactor. En marzo de 2005 fue elegido para dirigir la Comisión Nacional de Reconciliación destinada a buscar una solución pacífica en el conflicto que se mantiene con los rebeldes en el sur. En este puesto fue crítico con la política del primer ministro Thaksin por su ineficacia a la hora de tratar el problema.